# Емануел Маюка
Емануел Маюка (на английски: Emmanuel Mayuka; 21 ноември 1990, Кабве) е замбийски футболист, нападател на английския клуб „ФК Саутхамптън“. Играч на националния отбор на Замбия.

## Клубная кариера
Емануел Маюка започва кариерата си на 11-годишна възраст във футболната академия в град Лусака. През 2006 г. преминава в „Кабве Уориърс“. През сезон 2007 вкарва първите си 6 гола в шампионата и 9 в Купата на Замбия. През лятото на 2008 г. Маюка преминава в израелския клуб „ФК Макаби (Тел Авив)“. Първоначално играчът излиза за младежкия отбор на клуба, а после започва да играе и за основния състав. Там той изиграва 42 мача, вкарвайки 10 гола.
На 28 май 2010 г. Маюка преминава в швейцарския „Йънг Бойс“, подписвайки договор за 5 години с работна заплата от 260 хил. долара. Сумата на трансфера е 1,6 млн. долара. В отбора, футболистът трябва да заменит Сейду Думбия, напуснал „Йънг Бойс“. През декември 2010 г. Маюка вкарва два гола в мача от Лига Европа срещу „ФФБ Щутгарт“. През лятото на 2012 г. преминава във „ФК Саутхамптън“, като сумата на трансфера не е огласена.

## Международна кариера
През 2007 г. Маюка взима участие в световното първенство за младежи, в което играе във всичките 4 мача на отбора. През септември 2007 г. е поканен на лагеро на националния отбор за мачовете от Купа КОСАФА, в която дебютира в полуфинала срещу Мозамбик, вкарвайки третия гол за Замбия. През следващата година играе в Купата на африканските нации, като е был най-младия играч от тези които взимат участие в мачовете.
На турнира Маюка вкарва решаващия гол във вратата на Гана, като осигурява учостието на Замбия на финала. На самия финал, Маюка вкарва своята дузпа в серията сред редовното време.

## Постижения
- Купа Тото: 2009
- Купа на африканските нации: 2012